# Konstantinopelski sporazum (1533)
Konstantinopelski sporazum (turško İstanbul antlaşması) sta 22. julija 1533 v Konstantinoplu (Istanbulu) sklenila Osmansko cesarstvo in Nadvojvodina Avstrija.

## Ozadje
Po bitki pri Mohaču leta 1526 in smrti ogrskega kraja Ludvika II. brez zakonitega naslednika Osmansko cesarstvo ni priključilo ogrskega ozemlja k svojemu cesarstvu. Ogrski prestol je bil nekaj mesecev prazen.  Kot Ludvikova naslednika sta se pojavila dva kandidata: avstrijski nadvojvoda Fedinand I. in transilvanski knez (guverner) Ivan Zapolja. Četudi je Zapoljo podpirala večina ogrske elite, se je za zakonitega kralja Ogrske proglasil Ferdinand I. Podpiral ga je brat Karel V., cesar Svetega rimskega cesarstva. Zapolja je imel tudi podporo Osmanskega cesarstva. Sultan Sulejman Veličastni je organiziral dva vojna pohoda proti Avstriji (1529 in 1532), s katerima je Ferdinandu onemogočil vzpostavitev oblasti na Ogrskem. 
Medtem je na vzhodnih mejah Osmanskega cesarstva postal aktiven Tahmasp I., šah safavidske Perzije. Sulejman se je odločil, da bo prekinil svoje sovražnosti na zahodu in se posvetil grožnji na vzhodu in s Habsburžani sklenil mirovni sporazum.

## Določila sporazuma
- Ferdinand I. umakne svoje zahteve do ogrske krone in obdrži majhno ozemlje na zahodu Ogrske.[3]
- Zapolja postane zakoniti kralj Ogrske pod osmansko suverenostjo.
- Avstrija pristane na plačilo letnega davka 30.000 goldinarjev.
- Ferdinand I. se prizna za kralja Nemčije, Karel V. pa za kralja Španije. Status obeh se izenači s statusom osmanskega velikega vezirja.
- Nobeden od njiju ne sme oporabljati naslova cesar, ki je rezerviran izključno za osmanskega sultana.[4]

## Posledice
Mirovni sporazum sta kmalu po sklenitvi preršili bitki pri Gorjani (1537) in Prevezi (1538).
Ker Ivan Zapolja ni imel sina, je po Oradejskem sporazumu iz leta 1538 njegov naslednik postal Ferdinand I. Zapoljeva žena je po sklenitvi sporazuma rodila sina. Po Zapoljevi smrti leta 1540 je Ferdinand kljub temu zahteval ogrski prestol in vojna se ponovno razvnela. Sulejman je tokrat spremenil svojo politiko. Ogrske ni več priznaval za svoje vazalno kraljestvo, ampak je po pohodih leta 1541 in 1543 večino Ogrske priključil k svojemu cesarstvu. Zapoljev mladoletni sin Sigismund je odšel v nekdanjo očetovo kneževino Transilvanijo.